# Oligosarcus menezesi
Oligosarcus menezesi är en fiskart som beskrevs av Miquelarena och Protogino, 1996. Oligosarcus menezesi ingår i släktet Oligosarcus och familjen Characidae. Inga underarter finns listade i Catalogue of Life.